# 郑武高速动车组列车
郑武高速动车组列车是中国铁路运行于河南省省会郑州市及湖北省省会武汉市间的高速动车组列车，现每天开行3对列车，其中G3219/3220次列车由武汉局集团武汉客运段担当，其余列车均由郑州局集团郑州客运段担当。
上述3对列车不仅有直接提供往返郑州和武汉的服务的列车，也有因郑渝高速铁路郑襄段、汉十高速铁路孝十段开通为河南部分地区往返武汉提供一条更为快捷的出行路径的列车。

## 历史
2019年12月30日，配合郑渝高速铁路郑襄段、汉十高速铁路孝十段开通，新增郑州东~汉口G3203/3202、G3201/3204次列车。
2022年6月20日，新增G3219/3220次、G3235/3234、G3233/3236次列车2对。

## 使用列车
G2085次列车使用配属郑州局集团郑州东动车运用所的CR400BF-A，G2091次、G3203/3202、G3201/3204次、G3235/3234、G3233/3236次列车使用配属郑州局集团郑州东动车运用所的CRH380B，G3219/3220次列车使用配属武汉局集团武汉动车运用所的CRH380AL。